# 菅田かおり
菅田 かおり（すがた かおり）は、日本の女性ジャズ・ミュージシャン・ボーカリスト、作詞家、アレンジャー、ボイストレーナー。

## 来歴・人物
東京都生まれ、宮城県仙台市育ち。宮城学院女子大学卒業。学生時代よりCMソングやコーラスの仕事などの音楽活動を行う。大学にてモダンジャズ研究会、ブラジル音楽研究会に参加。仙台・山形のジャズクラブなどで歌うようになる。
1999年（平成11年）に渡米。ジャズやラテンボーカル、ピアノ、理論を勉強、ニューヨークでのライブや教会でのクワイヤなどの音楽活動を経て、帰国。
現在は東北地方を拠点として、ジャズに限らずオリジナル曲や日本の楽曲等、ジャンルにとらわれない独創的な演奏活動を全国各地にて行っている。2004年（平成16年）には自己のユニット「KUMAS」でオリジナルアルバムを発売する。2005年（平成17年）にはタップダンサー熊谷和徳のコンサート、津軽三味線奏者、黒澤博幸のコンサートにもボーカリストとして出演。2007年（平成19年）11月23日、初のリーダージャズアルバム「Why Was I Born」をMarvelous Records（販売元:ガッツプロダクション）より発売し、全国デビューした。同年12月5日付けのHMVオンライン・ジャズ・ヴォーカル・チャート1位を獲得した。
「東北を拠点に世界に発信できる文化を、東北に住む子供達に音楽を通して夢を発信したい」という思いで、日々製作、演奏活動に励んでいる。
現在、エドワード・エンターテインメント・グループ所属アーティストのボイストレーナーも務めている。

## ディスコグラフィ

### アルバム
- Why Was I Born（2007年11月23日）
ビリー・ホリデイやマイルス・デイビス、ビル・エヴァンスのナンバーを自らアレンジ、プロデュース。
参加アーティスト
  - 菅田かおり（vo, arrange)
  - 続木徹（p)
  - 江浪純子（p)#12
  - 山下弘治（b)
  - 高嶋宏（gt,arrange,Produce)
  - 関根秀雄（dr)
  - 竹内直（ts.fl）

  1. Four
  2. God Bless The Child
  3. Afro Blue
  4. Se Todos Fossem Iguais A Voce
  5. Nascente
  6. Dat Dere
  7. No One But Myself To Blame
  8. The Way You Look Tonight
  9. My Foolish Heart
  10. Waltz For Debby
  11. Why Was I Born
  12. Yamakawa

### 参加作品
2008年8月20日GRACE NOTESより、日本人女性ジャズ・ヴォーカルを集めたコンピレーション・アルバム「JAZZ VOCAL SHOWCASE VOL.1 ジャズ・ヴォーカル・ショーケース VOL.1」に参加。